# Bohumír Matal
Bohumír Matal (13. ledna 1922, Brno – 7. července 1988, Prudká u Doubravníku) byl český a moravský malíř, jeden z nejmladších členů Skupiny 42. Patřil mezi významné představitele brněnské poválečné malby 20. století.

## Život a dílo
Bohumír Matal patří k nejvýraznějším osobnostem české poválečné malby. Jeho dílo vypovídá nejen o vytříbeném smyslu pro barvu a malířský prostor, o lásce k hudbě, literatuře a divadlu, ale také o vnitřním postoji člověka, jehož život zasáhla válka, nepřízeň 50. let a příchod totalitního režimu, jehož konce se umělec nedožil.

### Mládí a studia
S malováním se Bohumír Matal poprvé setkal u svého vzdáleného příbuzného. V 10 letech se mladého Mirka Matala ujal jeho strýc učitel, který viděl jeho velký umělecký talent. Již tehdy mu začal kupovat větší plátna a olejové barvy, kde maloval monumentální realistickou faunu a flóru v nadživotní velikosti. V letech 1937–1942 vystudoval Školu uměleckých řemesel v Brně (prof. Emanuel Hrbek, František Václav Süsser).
Během roku 1942 byl bez vědomí rodiny zatčen za protifašistickou činnost a deportován do pracovního tábora v Lohbrücku poblíž Breslau (Vratislav) v Dolním Slezsku. Až koncem října téhož roku mohl své manželce poslat z říše dodatečně vysvětlující dopis, z něhož vyplynulo, že byl zatčen, směl si vzít jen to nejnutnější a spolu s ostatními byl odvezen do tábora. Tam pracoval v řetězárně. Za celé tři roky byl doma jen dvakrát. Třikrát týdně rodině zasílal dopisy vždy doplněné tužkovou kresbou surrealistického ražení – celkem napsal na dvě stovky dopisů. Z Německa se vrátil v únoru 1945 s podlomeným zdravím.

### Skupina 42
Mirek Matal se stal nejmladším členem Skupiny 42, v jejímž rámci se seznámil s tvorbou Františka Grosse, Františka Hudečka, Jana Smetany, Jana Kotíka a Kamila Lhotáka. Rozvíjel také přátelské kontakty s Jiřím Kolářem, Jindřichem Chaloupeckým a básníkem Ivanem Blatným, který žil v emigraci ve Velké Británii, hudebníkem a básníkem Josefem Kainarem. Další z jeho přátel z Brna byl spisovatel Milan Kundera, který zůstal v Paříži. Kundera se marně pokoušel Matalovi několikrát uspořádat výstavu v Paříži, ale nepovedlo se obejít tehdejší totalitní režim. Jeho kamarád z dětství byl také spisovatel Bohumil Hrabal, který jezdil ke své babičce a dědečkovi do sousedství.
Jindřich Chalupecký: „Mirek již jako velmi mladý měl sám výstavu v Domě umění v Brně. Kde monumentálními obrazy zaplnil celý tento Dům umění města Brna od shora až dolů a to se již nikdy nikomu nepodařilo.“
Po návratu z Německa v únoru 1945 se po zotavení začal opět věnovat malbě. V roce 1946 vystavoval v Paříži s dalším mladými československými výtvarníky. Kde měl úspěch u Georga Braque, kam docházel studijně malovat a inspirovat se. Hned v následujícím roce se malíř dočkal samostatné výstavy, kterou mu uspořádal Klub výtvarných umělců Aleš. K nejčastějším námětům Bohumíra Matala patřil člověk a město, civilizace a industrializace – cementárny, papírny atd. První obrazy obsahovaly náměty vzducholodí, přístavů a ulic v dešti, postupně se jeho práce úzce propojila s programem Skupiny 42.
Téma Cyklisté
Od roku 1946 se v Matalově díle začal objevovat námět cyklisty a to nejen ve smyslu člověka ovládajícího stroj, ale zejména ve smyslu člověka sportujícího. V těchto obrazech Matal dospíval ke geometrizovanému tvarosloví a stálé svébytnější výtvarné formě předznamenávající nástup čistě abstraktních pláten. Od roku 1947 se stále větším zaujetím soustředil na zachycení člověka a stroje. Téma cyklistů převládlo v Matalově tvorbě až do konce 50. let, kdy se struktura obrazů pozvolna mění na stále volnější geometrizovaná barevná pole (Cyklisté, 1959).
Umění, které odráželo jeho život a věčné cykly, vizuální diář umělcovy energie a reflexe. Cyklisté na okruhu nepřipomínají pouze téma Skupiny 42 člověk a stroj, ale také radost z pohybu, kterou Matal, sám vášnivý cyklista, důvěrně znal. Matal měl rád lidi, barvy a život. Tento umělec obnovil všechny výtvarné techniky, které se již neučily l v odborných uměleckých školách. Byl renesančním člověkem, zabýval se kromě výtvarného umění také divadlem, scénografii a o architekturu. Spolupracoval s architekty. Jeho ideálem bylo vytvořit moderní uměleckou huť, propojující architekty, teoretiky, sochaře a malíře. Působil uprostřed kulturního života města Brna 50.–60. let a lidé se pohybovali na oběžných drahách kolem něho, přitahováni silovým polem jeho umělecké kreativity.

### Skupina Brno 57
V průběhu 50. let založili Bohumír Matal společně s Jánušem Kubíčkem tzv. brněnskou skupinu později nazvanou Brno 57, ke které se přihlásili i další výrazní umělci – Pavel Navrátil, Josef Kubíček, Karel Hyliš, Vladimír Vašíček, Vladislav Vaculka, architekti Ivan Ruller, Zdeněk Řihák a Jan Novák (skladatel) a teoretici umění Zdeněk Kudělka a Petr Spielmann. Matalův ateliér na České ulici v Brně se stal místem setkávání a diskuzí. Po srpnových událostech 1968 však umělec začal ztrácet jistotu, zda mezi lidmi, kteří do ateliéru chodí, nejsou udavači.
Z Brna odešel v roce 1972 a usadil se v údolí řeky Prudké u Doubravníku, kde si postupně uzpůsobil starý mlýn pro účely ateliéru. V panenské přírodě nacházel klid pro výtvarnou koncentraci, ale i útočiště před sílícím tlakem komunistického režimu. Mlýn se stal oblíbeným místem setkávání jeho přátel z řad intelektuálů, herců a výtvarných umělců (Josef Císařovský, Adolf Kroupa, Ludvík Vaculík, Miroslav Horníček, Jan Kačer, Zdeněk Kudělka, Ludvík Kundera, Oldřich Mikulášek, Antonín Přidal a další).
Do popředí umělcovy tvorby vstoupil v té době zájem o pravoúhlý tvar a čistotu barevného tónu. Začal rozvíjet konstruktivisticky orientovaný cyklus obrazů nazvaných Přítomnost člověka, v němž vertikální konstrukce svírá barevné plochy.

### Dílo
Dva obrazy ze zmíněného cyklu náleží do sbírek Muzea města Brna. Zatímco v prvním z roku 1968 spatřujeme dozvuky umělcovy informální etapy a odkazy k malbě Skupina 42, jako jsou živé tahy štětcem, stopy vytvořené litím barvy, dialog pastózní struktury s lazurní malbou, kontrast stínů a světelných forem, pozdější plátno z roku 1970 je vystavěno na čistotě barevného tónu, hladké ploše, přesném vymezení jednotlivých barevných polí a zájmu o lineární znak. Spojujícím rysem je nehledě na odlišnost malířského pojetí jednotlivých obrazů všudypřítomný náznak lidské figury. Divák ji vnímá spíše podprahově, jako „otisk“ lidské existence v okolním světě či dokonce v nekonečném časoprostoru vesmíru. Není divu, že právě v cyklu Přítomnost člověka Matal dosáhl vrcholu svého malířství. V 60. letech se v Matalově tvorbě objevuje experiment a abstrakce. V této době se věnoval kromě malby také scénografii.
Opuštění města a přestěhování v sedmdesátých letech zčásti zeslabilo nepřetržitý tok návštěv jeho uměleckých přátel a dalo Matalovi příležitost nastolit novou éru tvorby. V jeho cyklech „Lidská přítomnost“, „Ptačí herci“ nebo „Monumenty“ se začali více objevovat jednotliví lidé. Později, v osmdesátých letech se soustředil i na menší plátna, portréty svých přátel a známých, ale jeho silnou stránkou byly stále monumentální práce.

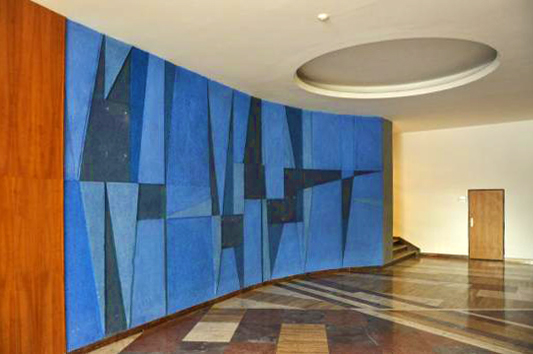
Bohumír Matal, 1959, nástěnná malba v přízemí administrativní budovy BVV, Brno, Veletržní.

Jeho dílo můžeme najít v Praze na letišti Václava Havla, umělcova mozaika ze 60. let 20. stol. Rozsáhlá mozaika v konferenční síni hotelu International Brno. Díla měl také v areálu brněnského výstaviště, v ZOO Brno a na sídlišti Lesná. Známá je mozaika Lev na budově spořitelny v místě, kde se v Brně stýkají ulice Křídlovická a Křížová. Mnoho jeho děl nebylo zveřejněno pod jeho jménem. Kvůli tehdejšímu politickému režimu mu byla zakázána spolupráce na revitalizaci vitráží katedrálních oken kostela sv. Jakuba v Brně. Podrobnější informace o Bohumíru Matalovi a jeho realizacích v architektuře přináší bakalářská práce Soni Večeřové.
Některé z jeho maleb mají barvu světla slunečních paprsků prodírajících se přes vitráže, kde barva vyplňuje ohraničené plochy, jako lidský život vtěsnaný do daného řádu. S odhlédnutím od období kdy dával přednost principu nahodilosti, zůstával věrný svému stylu výrazných obrysů a vibrantních ploch. Jelikož dával přednost malbě, barva byla důležitým rysem, s výjimkou kreseb z válečného pracovního tábora a posledních kreseb před smrtí. Tematicky se vracel k obrazu světa, zhuštěného do geometrických, často kruhových forem, v nichž nechyběly prvky člověka.
Bohumír Matal pracoval a studoval, se zájmem o teorii umění, odpor vzduchu, moduly obíhajících na oběžné dráze, měsíční cykly. Jeho malby jsou vždy promyšlené. Měl vysoce vyvinutou intuici, jak dosvědčují jeho poslední černobílé kresby „Nahý v trní“ a „Hlavy“, které vyvolávají existencionální otázky o smyslu našeho života a o tom, co po něm následuje. Cítíme, že se tu umělec s neuvěřitelnou energií, citlivostí a schopnostmi zamýšlí nad stejnými otázkami, před nimiž stojíme i my a kvůli nimž je jeho práce stále tak aktuální a nadčasová.
V pozdější době se ve svých dílech hodně zabýval tématem a vizemi vesmíru, který i do budoucna pokládal za zdroj veškeré energie. V duchu tohoto názoru říkal, že jeho poslední obrazy nejsou abstraktní, ale realistické a že odborníci na umění na to přijdou, až bude po smrti…
Bohumír Matal zemřel po delší nemoci 7. července 1988 v rodinném kruhu ve svém mlýně v Prudké u Doubravníku. Pohřben je na hřbitově v Lomnici u Tišnova. Autorem náhrobku je sochař Vladimír Preclík.

### Matalovy realizace
- Scénické návrhy
- Realizace v architektuře
- Studie, modely a skici pro užitou tvorbu
- Knižní grafika a ilustrace
- Scénografie

## Výstavy

### Samostatné výstavy (výběr)
- 1998 Brno, Dům umění města Brna. Bohumír Matal. Dům umění města Brna. 18. 12. 1998 – 31. 1. 1999. Katalog výstavy. Texty Petr Holý, Jan Kačer, Ludvík Kundera, Pavel Liška, Marcela Macharáčková, Antonín Přidal, Petr Spielmann, Kateřina Svobodová, Lada Hubatová Vacková, Igor Zhoř.
- 2014 Brno, Muzeum města Brna – Špilberk. Bohumír Matal: Konstruktér barvy. 12. 6. 2014 – 28. 9. 2014. Text Martina Mrázová Šviková.
- 2016 Londýn, Clerkenwell Gallery a Frameless Gallery. Zakázaný umělec ze srdce Evropy – 70. a 80. léta. 30. 11. – 7. 12. 2016.
- 2018 Brno, Galerie Artikle, Bohumír Matal / Přirozený svět (k 30.výročí úmrtí). 10. 7. – 15. 9. 2018. Katalog výstavy, text Martina Mrázová Šviková.

Výstava Bohumíra Matala v Londýně
O uspořádání zahraniční výstavy v Londýně se v roce 2016 zasloužil Spolek přátel výtvarného umění, z.s., založený a vedený Lenkou Zuzanou Květovou a asistentkou Lenkou Komínkovou (další členové Petr Durna, Radim Javůrek, Miloš Štědroň) a proběhla v Clerkenwell Gallery a Frameless Gallery pod titulem "Zakázaný umělec ze Srdce Evropy – 70 a 80. léta." Jednalo se o významnou událost, jelikož Bohumír Matal byl nesporně jedním z nejvýznamnějších představitelů malířské generace 20. století. Byl významným členem Skupiny 42 a Skupiny Brno 57, kterou sám založil. Spoluzaložil a celoživotně působil ve Sdružení Q, které sdružuje představitele všech uměleckých oblastí. Přesto, že jeho tvorba vyrůstala z mimořádné a silné tvůrčí energie, nebylo mu umožněno získat v Evropě a ve světě takové postavení, které mu náleží. Byl to důsledek totalitních poměrů, které jeho osobě ani jeho umělecké tvorbě nebyly nakloněny. Tato zahraniční výstava měla přispět k nalezení pozice ve výtvarném umění, kterou by si Matal zasloužil.

### Společné výstavy (výběr)
- 1946 Art Tchécoslovaque – Mladé československé umění 1938–46. Galerie La Boëtie, Paříž; Brusel; Lutych. Texty v katalogu P. Hilber, Jiří Kotalík.
- 1947 Jonge tsecho-slowaaksche Schilderkunst. Antwerpsch Genootschap voor Schone Kunsten, 1947, Antverpy.
- 1947 Moderne Kunst der Tschechoslowakei. Kunstmuseum, Luzern. Texty v katalogu P. Hilber, Jiří Kotalík.
- 1963 Konfrontace brněnských tvůrčích skupin Brno 57, M Brno, Parabola, Profil. Dům umění města Brna. Texty v katalogu Zdeněk Kudělka, Jaromír Zemina, Petr Spielmann, Jan Maria Najmr, Václav Zykmund, Igor Zhoř.
- 1963 Skupina 42. Retrospektivní výstava obrazů, plastik, grafiky a fotografie z let 1938–49. Mánes, Praha; Dům umění města Brna, Dům pánů z Kunštátu. Text katalogu Jiří Kotalík.
- 1963 Umění 1900–1963. Alšova jihočeská galerie, Hluboká nad Vltavou. Texty v katalogu Bohumil Houdek, Věra Linhartová.
- 1970 Výstava Sdružení Q Brno (od roku 1970 dále).
- 1979 České malířství 20. století ze sbírek Galerie výtvarného umění v Ostravě. Dům umění města Brna, 9. 3. – 16. 4. Text katalogu Eva Trnková.
- 1980 České malířství a sochařství XX. století ze sbírek Galerie výtvarného umění v Olomouci. Dům umění města Brna, 13. 1. – 10. 2. Text katalogu Eva Pazderová.
- 1993 Skupina 42 po 50 letech. Galerie Vltavín, Praha, 7. – 27. 1. Text katalogu Zbyněk M. Duda.
- 1995 Skupina 42. Výtvarné centrum Chagall, Ostrava, 2. – 31. 10. Texty katalogu Petr Pavlinák, Zbyšek Malý.

## Zastoupení ve sbírkách
- Moravská galerie v Brně
- Muzeum města Brna
- Muzeum umění Olomouc
- Národní galerie v Praze
- Severočeská galerie výtvarného umění v Litoměřicích
- Podhorácké muzeum v areálu Porta Coeli v Předklášteří u Tišnova
- KGVU ve Zlíně
- Kunstmuseum v Bochumi, Německo
- Galéria mesta Bratislavy, Slovensko
- Sophistica Gallery – privátní galerie českého moderního a současného umění v Praze
- soukromé sbírky v České republice, Německu, Rakousku, Francii, Austrálii atd.